# Soribada
Soribada (em coreano: 소리바다) foi o primeiro serviço coreano de compartilhamento de arquivos ponto a ponto (P2P), lançado em 2000 por Sean Yang como um clone do Napster. O nome 'Soribada' significa "Ocean of Sound (oceano de som)" ou "Receiving (downloading) Sound (recebendo (baixando) som". Foi encerrado em 2002 por ordem judicial, mas continuou a ser distribuído com a condição de que seus usuários fossem responsáveis por qualquer um dos arquivos baixados. Em 5 de novembro de 2003, o Soribada foi relançado e, em julho de 2004, o site foi renovado como portal de busca P2P com serviço de MP3 pago em dezembro de 2004.
Ele continua sendo o sistema P2P mais usado na Coreia.  A versão mais recente do Soribada é Soribada 6, que pode ser baixada de seu site.
Em 2017, o site realizou seu primeiro Soribada Best K-Music Awards, após 17 anos do lançamento do site.

## Encargos de 2002
Soribada foi indiciada por violações de direitos autorais pela primeira vez. O caso foi movido pela Korean Association of Phonographic Producers (KAPP), atualmente a Recording Industry Association of Korea (RIAK).

## Soribada 2.0
O Soribada 2.0 permitia que os usuários trocassem arquivos sem precisar estabelecer um link para um servidor centralizado. Este mecanismo foi colocado em prática a fim de minimizar o risco de processo legal. No entanto, a resposta do KAPP a esta solução foi que todos os usuários do Soribada 2.0 fossem processados em vez dos desenvolvedores. Yang Jung-hwan respondeu à abordagem do KAPP dizendo: “Em uma situação em que serviços volumosos de e-mail com mais de 100 MB estão sendo mantidos, os internautas encontrarão outras maneiras de compartilhar arquivos de música, mesmo com Soribada fora do mercado.”

## Serviço pago
De dezembro de 2004 a junho de 2005, a Soribada vendeu cerca de 5 milhões de músicas por meio de seus servidores. As pesquisas retornaram faixas para venda e downloads gratuitos, com as primeiras aparecendo em uma posição mais alta nos resultados da pesquisa.

## Serviço interrompido: setembro de 2005
Ao ser processado novamente, Soribada interrompeu seu serviço em 2005. Yang Jung-hwan e seu irmão Il-hwan, os criadores de Soribada, enfrentaram acusações criminais em janeiro de 2005. O fechamento completo de Soribada foi ordenado pelo Tribunal Superior de Seul, o que sugeriu que o site encoraja os usuários a cometer violações de direitos autorais.

## Soribada 5 e 6
Soribada Inc. fechou acordo com gravadoras e proprietários de direitos autorais no início de 2006, e se tornou um serviço comercial de download de música em julho de 2006. Soribada 5.0, atual Soribada 6.0, é o terceiro serviço P2P no mundo que se tornou comercializado sem prejudicar um P2P experiência. Outros serviços desse tipo incluem Monkey3 da Coreia (de propriedade da iHQ) e IMesh dos Estados Unidos. Os clientes que pagam a taxa mensal de 7.000 won podem baixar arquivos MP3 sem Digital Rights Management (DRM). Como o ITunes e outras lojas de música online populares, a Soribada utiliza tecnologia de impressão digital de áudio para identificar o comprador. Soribada afirma que cobre cerca de 90% das faixas que foram lançadas na Coréia. Em janeiro de 2008, Soribada era o segundo maior provedor de serviços de música na Coréia, com mais de 700.000 assinantes pagantes.
Atualmente, o site oficial da Soribada é " m.soribada.com".

## Investimento daChina
Em fevereiro de 2016, os irmãos Yang (Junghwan e Ilhwan) venderam suas ações na Soribada para a empresa de investimento, comércio e e-commerce "ISPC International Limited" com sede em Xangai. O ISPC é fundado e de propriedade do Governo Municipal de Xangai. Com este desenvolvimento, Yang Junghwan renunciou ao cargo de CEO da Soribada.
Os irmãos Yang voltaram como investidores minoritários em abril de 2016.